# Кеси
Кеси (венг. Keszi törzs) — одно из семи племён венгров, входившее в древневенгерскую конфедерацию племён эпохи «Завоевания родины на Дунае». Племя Кеси упоминаются Константином Багрянородным в его труде «Об управлении империей».
Немет Дьюла объясняет этимологию названия кеси с тюркских языков в значении 'малый род, остаток'. Р. Г. Кузеев венгерское племя кеси сопоставляет с родом Кесе, в составе башкир племени Табын.